# فلوریدا!!!
«فلوریدا!!!» (انگلیسی: Florida!!!) ترانه‌ای از تیلور سوئیفت، خواننده-ترانه‌سرای آمریکایی با حضور گروه انگلیسی فلورنس اند د مشین است که در یازدهمین آلبوم استودیویی سوئیفت، دپارتمان شاعران رنج‌کشیده (۲۰۲۴) قرار دارد. سوئیفت این ترانه را با رهبر گروه فلورنس ولچ، که آواز اصلی را اجرا کرد، نوشت و آن را با جک آنتونوف تهیه کرد. این ترانه، یک بالاد احساسی متأثر از آمریکانا و گوتیک جنوبی با گیتار و درامِ ایندی راک است. اشعار ترانه حول محور جستجوی رهایی از طریق فرار از واقعیت و مشروبات الکلی می‌چرخد.
منتقدان عموماً آواز دو خواننده و تهیه‌کنندگی این ترانه را ستودند، اما برخی دیگر اشعار را بی‌روح می‌دانستند. این ترانه به رتبه هشتم ۲۰۰ آهنگ جهانی بیلبورد رسید و در میان ۱۰ ترانهٔ برتر جدول استرالیا، کانادا، نیوزیلند و ایالات متحده بود.

## زمینه
تیلور سوئیفت بلافاصله پس از ارسال دهمین آلبوم استودیویی‌اش نیمه‌شب‌ها برای انتشار در سال ۲۰۲۲ به ریپابلیک رکوردز، شروع به کار بر روی دپارتمان شاعران رنج‌کشیده کرد. او در سال ۲۰۲۳ مخفیانه به کار بر روی آن در سراسر بخش اجرای تور دوره‌ها در ایالات متحده ادامه داد. دپارتمان شاعران رنج‌کشیده که در میانهٔ شهرت افزایش‌یافتهٔ و روابط شخصی به‌شدت عمومی‌شدهٔ سوئیفت شکل کرد. این آلبوم برای سوئیفت حیاتی بود، و آن را آلبومی توصیف کرد که به ساخت آن «واقعاً نیاز داشت». ریپابلیک رکوردزدپارتمان شاعران رنج‌کشیدهt را در ۱۹ آوریل ۲۰۲۴ منتشر کرد.
«فلوریدا!!!» قطعه هشتم آلبوم است. در این ترانه فلورنس ولچ، رهبر گروه انگلیسی فلورنس اند د مشین حضور دارد. سوئیفت در مصاحبه با رادیو آی‌هارت گفت که «فلوریدا!!!» الهام‌گرفته از سریال دیتلاین ان‌بی‌سی است. او در این مصاحبه شباهتی را بین افرادی که پس از ارتکاب جنایت به فلوریدا فرار می‌کنند و افرادی که با دل‌شکستگی سر و کار دارند ترسیم کرد: «آن‌ها سعی می‌کنند خود را دوباره از نو بسازند، هویت جدیدی داشته باشند، همرنگ جماعت شوند». ولچ در مصاحبه با وگ بریتانیا گفت که سوئیفت با «یک مفهوم و یک داستان» به او مراجعه کرد، که «روش مورد علاقهٔ او برای آغاز ترانه‌سرایی» بود.